# Estação Vila Pery
A Estação Vila Pery é uma estação de metrô integrante da Linha 1–Vermelha (Linha Sul) do Metrô de Fortaleza, operada pela Companhia Cearense de Transportes Metropolitanos (Metrofor).
Localiza-se na rua Cônego de Castro, nº 1399, no bairro Vila Pery, Fortaleza, capital do Estado do Ceará, Brasil.

## Histórico
A estação foi inaugurada no dia 15 de junho de 2012, na primeira fase da linha sul entre a estação Parangaba e Carlito Benevides. No dia 1 de outubro de 2014 as bilheterias e catracas da estação funcionaram pela primeira vez durante o inicio a fase comercial.

## Características

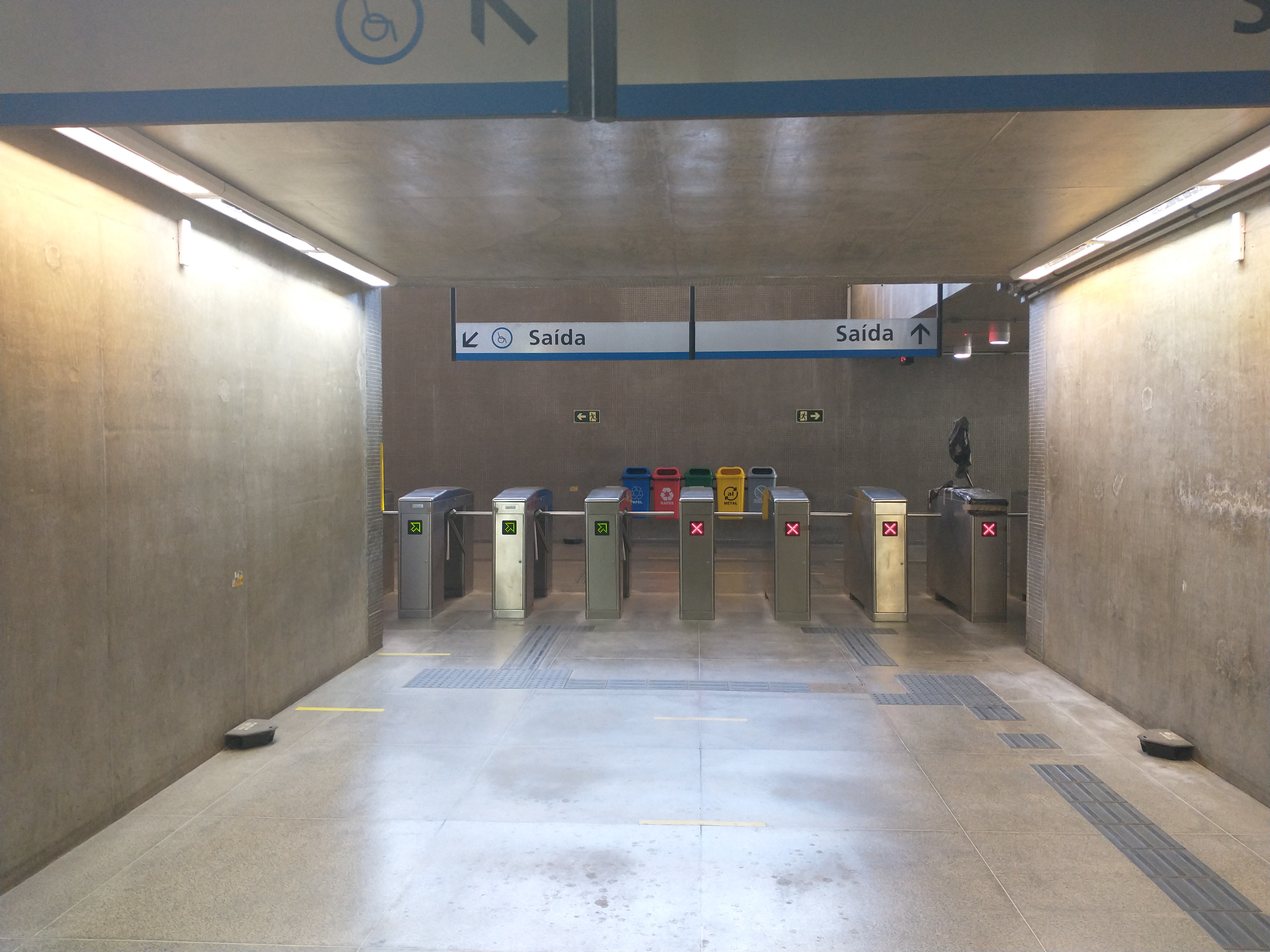
Bloqueios da estação Vila Pery.

Estação de superfície, com plataforma central, e estruturas em concreto aparente. 
Possui mapas de localização, sistemas de sonorização, telas na de LED na plataforma que mostram horários e outras informações, assim como mensagens, horário de funcionamento do metrô de Fortaleza e informações de utilidade publica.

### Acessibilidade
A estação Vila Peri conta com piso tátil, mapas de localização em braile e sistema de sonorização para pessoas com deficiência visual; elevadores, rampas e acessos exclusivos para cadeirantes e pessoas com dificuldade de locomoção; painéis explicativos localizados pela estação e telas de LED nas plataformas para pessoas com deficiência auditiva, além de toda a equipe de funcionários bem treinados e especializados para atender aos usuários em qualquer situação. 